# Мелгев (гмина)
Мелгев (пол. Mełgiew) — сельская гмина (волость) в Польше, входит как административная единица в Свидникский повет (Люблинское воеводство), Люблинское воеводство. Население — 8195 человек (на 2004 год).

## Сельские округа
1. Доминув
2. Францишкув
3. Яцкув
4. Яновице
5. Янувек
6. Юзефув
7. Кремпец
8. Кшесимув
9. Мелгев
10. Минковице
11. Минковице-Колёня
12. Новы-Кремпец
13. Пётрувек-Первши
14. Подзамче
15. Тшечакув
16. Тшешковице
17. Журавники

## Соседние гмины
1. Гмина Глуск
2. Гмина Ленчна
3. Гмина Милеюв
4. Гмина Пяски
5. Свидник
6. Гмина Вулька